# Közönséges copfosfácán
A közönséges copfosfácán (Pucrasia macrolopha) a madarak osztályának tyúkalakúak (Galliformes) rendjébe és a fácánfélék (Phasianidae) családjába tartozó Pucrasia nem egyetlen faja.

## Rendszerezése
A fajt René Primevère Lesson francia ornitológus írta le 1829-ben, a Satyra nembe Satyra macrolopha néven.

## Alfajai
- Pucrasia macrolopha biddulphi G. F. L. Marshall, 1879
- Pucrasia macrolopha castanea Gould, 1855
- Pucrasia macrolopha darwini Swinhoe, 1872
- Pucrasia macrolopha joretiana Heude, 1883
- Pucrasia macrolopha macrolopha (Lesson, 1829)
- Pucrasia macrolopha meyeri Madarasz, 1886
- Pucrasia macrolopha nipalensis Gould, 1855
- Pucrasia macrolopha ruficollis David & Oustalet, 1877
- Pucrasia macrolopha xanthospila G. R. Gray, 1864[2]

## Előfordulása
Dél- és Délkelet-Ázsiában, Afganisztán, India, Pakisztán, Kína és Nepál területén honos. A természetes élőhelye mérsékelt övi erdők, 2000-4000 méter tengerszint között. Magassági vonuló.

## Megjelenése
A hím testhossza 58-64 centiméter, ebből 22-28 centiméter a farok tolla, testtömege 1135-1415 gramm, a tojóé 52,5-56, ebből 17-19,5 a farok tolla és 930-1135 gramm. A nemek különböznek egymástól.
|  |

## Szaporodása
Fészekalja 9-12 tojásból áll, melyen 26-27 napig kotlik.

## Természetvédelmi helyzete
Az elterjedési területe rendkívül nagy, egyedszáma pedig csökkenő. A Természetvédelmi Világszövetség Vörös listáján nem fenyegetett fajként szerepel.

## Külső hivatkozások
- Wpadeutschland.de
- Képek az interneten az fajról
- Videó a hímről
- Xeno-canto.org - a faj hangja és elterjedési területe